# Новоселиця (Ужгородський район)
Новосе́лиця — село в Україні, в Ужгородському районі Закарпатської області. Перша згадка у 1566 році.

## Географія
Розташоване над річкою Кам'яниця (притока Ужа). Крайнє південно-східне село Лемківщини.

## Населення
За переписом населення України 2021 року в селі мешкає 500 осіб

### Мова
Розподіл населення за рідною мовою за даними перепису 2001 року:
| Мова            | Кількість | Відсоток |
| --------------- | --------- | -------- |
| українська      | 488       | 99.19%   |
| російська       | 3         | 0.61%    |
| інші/не вказали | 1         | 0.20%    |
| Усього          | 492       | 100%     |

У Новоселиці народився та проживав Герой України Віталій Вікторович Янчик. Він відзначився у ході російсько-українського вторгнення у 2022 році.

## Туристичні місця
На південь від села розташована геологічна пам'ятка природи — «Скалка, високий стрімчак, який виник внаслідок тектонічного злому». У скельній породі виявлено альб-сеноманські мергелі та викопна фауна тисальської світи. Скеля утворює високе урвище, з вершини якого відкривається чудова панорама долини річок Кам'яниця і Уж та довколишніх гір.
На околицях села розташовані 2 джерела мінеральної води, які мають статус гідрологічної пам'ятки природи місцевого значення: «Джерело № 1 (Новоселиця)» і «Джерело № 2 (Новоселиця)».
Як засвідчено у книзі «Сади Закарпаття»‚ Новоселиця займала перше місце в області за кількостю черешень у лісі.
У селі розташований гірськолижний курорт «Новоселиця» з трасою середньої складності близько 1200 м і бугельним витягом.